# Холмеч
Холмеч (рос. Холмечь) — присілок у Брасовському районі Брянської області Росії. Входить до складу муніципального утворення Крупецьке сільське поселення.
Населення — 24 особи.
Розташований за 7 км на північний захід від села Крупець, за 6 км на південний схід від станції Кокоревка.

## Історія
Вперше згадується у 1707 році як присілок в складі Брасовського стану Севського повіту. У 1778—1782 рр. тимчасово входив у Луганський повіт. В кінці XVIII століття — володіння Степанових, Звягінцевих, Казанкиних і інших поміщиків. У XIX столітті — Апраксиних. Належав до парафії села Крупець (з 1779 — Холмецький Хутір).
З 1861 року входив до складу Крупецької волості Севського повіту, з 1924 — в складі Брасовської волості.
З 1929 року в складі Брасовського району. З 1940-х рр. до 1962 року входив у Шемякінську сільраду.

## Населення
За найновішими даними, населення — 24 особи (2013).
У минулому чисельність мешканців була такою:
| Роки      | 1866 | 1878 | 1897 | 1926 | 1979 | 1989 | 2002 | 2010 |
| --------- | ---- | ---- | ---- | ---- | ---- | ---- | ---- | ---- |
| Населення | 438  | 535  | 753  | 795  | 236  | 118  | 71   | 36   |